# خانه ابرقوئی‌آباده
خانه ابرقوئی آباده مربوط به دوره قاجار است و در آباده، میدان ولیعصر، روبروی پاساژ وحدت واقع شده و این اثر در تاریخ ۲ آبان ۱۳۸۲ با شمارهٔ ثبت ۱۰۵۱۰ به‌عنوان یکی از آثار ملی ایران به ثبت رسیده است.